# Świrany (Litwa)
Świrany (lit. Svironys) – kolonia na Litwie, w okręgu wileńskim, w rejonie wileńskim, w gminie Rukojnie.
Współcześnie w skład miejscowości wchodzi także dawny zaścianek Dola.

## Historia
Do czasów II Rzeczypospolitej folwark. Były własnością bazylianów wileńskich. W okresie zaborów przejęte zostały przez carski skarb państwa. W XIX w. stanowiły centrum dóbr skarbowych, obejmujących w 1865 43 wsi, 6 przysiółków i 7 zaścianków, które zamieszkiwało wówczas łącznie 1135 dusz rewizyjnych.
W Rzeczypospolitej Obojga Narodów leżały w województwie wileńskim, w powiecie wileńskim. Odpadły od Polski w wyniku III rozbioru.
W XIX i w początkach XX w. położone były w Rosji, w guberni wileńskiej, w powiecie wileńskim, w gminie Rukojnie. Po I wojnie światowej pod administracją polską, w Zarządzie Cywilnym Ziem Wschodnich. W latach 1920–1922 w składzie Litwy Środkowej.
Od 11 kwietnia 1922 leżały w Polsce, w województwie wileńskim, w powiecie wileńsko-trockim, do 1 kwietnia 1927 w gminie Rukojnie, następnie w gminie Szumsk. W 1931 miejscowość liczyła 14 mieszkańców, zamieszkałych w 1 budynku.
Po II wojnie światowej w granicach Związku Sowieckiego. Od 1991 na niepodległej Litwie.

## Ludzie związani z miejscowością
- Franciszak Bahuszewicz (ur. w 1840 w Świranach) – białorusko-polski pisarz, poeta, adwokat i uczestnik powstania styczniowego